# 이경 (고려)
이경(李瓊, 1337년~?)은 자는 치쟁(穉琤), 호는 이우당(二憂堂). 본관 하빈(河濱), 이정기(李挺基)의 아들이며 하빈이씨 시조 예부상서 이거(李琚, ? - 1243년)의 손자다. 어려서 치악산으로 가서 외가 운극 원천석에게 사서삼경을 수학하여 신동으로 소문이 나 충정왕이 서책과 지필묵을 하사하며 격려했다. 1360년 진사로서 효행이 지극하여 화천 목사로 특진되고 이어 좌정언이 되었으나 고사하였다.
1392년 조선이 개국되자 동지 71인과 함께 두문동으로 들어갔다.(두문동실기)(두문동비: 황해북도 개풍군 연릉리에 위치해 있는 비) 두문동 입거날자는 1392년 10월 16일이라고 이우당실기(한국민족문화대백과사전)에 기록되어 있다. 이우당이란 호는 야은 길재가 당호로 써 준 것이 호가 되었다. 불훤재(不諼齋) 신현(申賢)의 문하에서 포은 정몽주, 난계(蘭溪) 김득배(金得培) 등과 학문을 닦았다.
맹호성의 시에 화답하기를
산에 올라가 산을 가리키며 묻노라. 어찌하여 부조현이 되었냐고. 구름은 늘 자던 굴로 돌아가고 까치는 옛 둥지에 내려앉네.
지는 해에 충신은 눈물을 흘리고 윙윙 부는 바람은 열사의 시라오 천운이 이러할진데 고사리나 캐 먹다 죽는 것이 낫겠네.